# Nico Slotboom
Nico Slotboom fue un deportista neerlandés que compitió en remo como timonel. Ganó una medalla de bronce en el Campeonato Europeo de Remo de 1930, en la prueba de cuatro con timonel.

## Palmarés internacional
| Campeonato Europeo | Campeonato Europeo | Campeonato Europeo | Campeonato Europeo |
| Año                | Lugar              | Medalla            | Prueba             |
| ------------------ | ------------------ | ------------------ | ------------------ |
| 1930               | Lieja (Bélgica)    | Medalla de bronce  | Cuatro con timonel |